# Microplitis marshallii
Microplitis marshallii är en stekelart som beskrevs av Kokujev 1898. Microplitis marshallii ingår i släktet Microplitis och familjen bracksteklar. Inga underarter finns listade i Catalogue of Life.